# تيومان كومبارجى باشى
تيومان كومبارجى باشى (بالتركية: Teoman Kumbaracıbaşı)‏ ولد في 18 أكتوبر 1971 هو ممثل تركي .
ومن الأفلام أو البرامج التلفزيونية التي قام بدور فيها، يمكننا أن نذكر الملحمة وفاتح القدس صلاح الدين الأيوبي.